# Vlaamsche Leeuw
Vlaamsche Leeuw is een Belgisch biermerk. Het wordt gebrouwen door Brouwerij Van Steenberge te Ertvelde in opdracht van De Brouwerij van Vlaanderen uit Schilde.
Het bier werd in 2002 gelanceerd ter gelegenheid van de viering van 700 jaar Guldensporenslag. Aanvankelijk werd het bier gebrouwen bij De Proefbrouwerij te Lochristi, maar na een jaar werd de productie overgedragen naar brouwerij Van Steenberge.

De naam van het bier verwijst naar De Vlaamse Leeuw, het Vlaamse volkslied, en daarmee naar de Guldensporenslag. Op de bieretiketten staat eveneens de tekst: Gedenk de Guldensporenslag.

## Varianten
- Vlaamsche Leeuw Donker is een donker bier van hoge gisting met een alcoholpercentage van 7,5%.
- Vlaamsche Leeuw Tripel is een blonde tripel  met een alcoholpercentage van 8,5%.

In het verleden werd ook nog Vlaamsche Leeuw Blondje gebrouwen. Dit was een blond bier van hoge gisting met een alcoholpercentage van 5,5%. De productie hiervan werd stopgezet in 2011.